# Hypsoblennius brevipinnis
Hypsoblennius brevipinnis es una especie de pez de la familia Blenniidae en el orden de los Perciformes.

## Morfología
Los machos pueden llegar alcanzar los 12 cm de longitud total.

## Reproducción
Es ovíparo.

## Hábitat
Es un pez de mar y de clima tropical y asociado a los  arrecifes de coral que vive entre 1-10 m de profundidad.

## Distribución geográfica
Se encuentra en el Pacífico oriental: desde el Golfo de California hasta el Perú, incluyendo las Islas Galápagos.